# 코로나19의 허위 정보
코로나 바이러스감염증-19(COVID-19)의 발생 초기에 다양한 음모론과 오보가 온라인에서 퍼졌다. 이러한 음모론 또는 오보는 질병의 발생 원인과 규모, 그리고 질병·바이러스의 여러 특성에 대한 잘못된 정보를 담고 있다.

## 통계의 불명확성
중국 당국의 환자 통계가 실제의 수치를 제대로 반영하고 있지 못한다는 의혹이 제기되었다. 수백명의 환자가 있어도 검사지가 모자라 확진 판정을 내리지 못하는 실정이다. 확진 판정을 받지 못한 채 사망할 경우 신종 코로나바이러스로 인한 사망 통계에는 집계되지 않는다.
20년 2월, 텐센트가 운영하는 큐큐닷컴에서 '감염자 154023명, 의심자 79808명, 사망자 24589명, 완치자 269명'이라는 수치가 게시된 후, 24시간 안에 중국 당국의 공식 통계로 교체되기를 몇 번을 반복하는 일이 있었다. 이는 당시 공식 수치와 비교해 감염자는 대략 10배, 사망자는 대략 100배 많은 것이다. 단순 입력 실수일법하지는 않은 수치이며, 공식 통계와 다른 수치가 등장할 때마다 점점 값이 올라갔기 때문에 텐센트가 실제 통계와 발표용 통계를 따로 가지고 있는 것이 아니냐는 논란이 있었다. 또한 당시에도 세계적인 학자들이 고안한 전염병 시뮬레이션을 적용해봤을 때 실제 감염자 수는 10만 명 이상이 될 것이라는 예측이 우세했다.
중국의 공식 통계가 특정한 이차 함수와 비정상적일 정도로 일치하여 조작 의혹이 제기되었다. 확진자, 사망자 수를 함수의 추세선과 비교한 결과 결정계수값이 각각 0.995, 0.998이 나왔다고 한다. 이차 함수로 미루어봤을 때 2.8일의 사망자, 확진자 수는 715명, 36,000여 명으로 예측할 수 있는데, 실제로 8일 0시 기준 중국 당국의 공식 발표치는 각각 722명, 34546명이다.
산둥성의 공문서가 유출되었는데, 날짜에 따라 2월 8일에서 22일까지의 실제 확진자가 공식 발표 수치에 비해 1.4 배에서 최대 52 배까지, 총합 2.64 배 많았다.
그리고 다음 달인 2020년 4월, 우한시의 확진자 통계 조작이 일부 사실인 것으로 밝혀졌다.

## 연구소 유출 의혹
2011년, 중국 우한 바이러스 연구소 연구팀은 중국 남부 윈난성 지역의 동굴에 서식하는 박쥐에서 바이러스를 채취해 2011년부터 5년간 지속적으로 관찰했다.
2015년, 우한 바이러스 연구소(Wuhan Institute of Virology, WIV)는 미국 연구팀과 함께 인공 코로나바이러스를 만들었다. 유전자 재조합 기술로 만든 사스 유사 바이러스 'SHC014'는 코로나19 바이러스의 유전자와 82.07% 일치한다. 또다른 사스 유사 바이러스인 WIV1과 코로나19 바이러스를 비교한 결과 두 바이러스의 유전자는 82.14% 일치했다. 2015년 미국 노스캐롤라이나 대학교 연구팀은 쥐에 적응한 사스 코로나바이러스에 박쥐에서 유래한 코로나바이러스(SHC014-CoV)의 스파이크 단백질을 만드는 유전자를 혼합해 키메라 바이러스를 만들었다.
스정리(Shi Zhengli, 石正丽) 박사는 허난성 출신의 1964년생으로 현재 문제가 된 우한 바이러스 연구소에서 신흥감염질환연구팀 (Center for Emerging Infectious Diseases)을 이끌고 있다. 소속 팀원은 대학원생을 포함해 20~30 명 수준이다. 스정리 박사는 사스 바이러스는 물론 박쥐에 있는 코로나바이러스에 대한 연구 분야에서 최고 권위자로 인정받고 있다. 미국 노스캐롤라이나 대학교 연구팀과 공동연구한 것도 스정리 박사팀이다.
2020년, 중국 우한에서 확산한 신종 코로나바이러스가 연구소에서 빠져 나와 변이를 일으켰을 가능성이 제기됐다. 우한 폐렴이 시작된 것으로 확인된 화난수산시장과 불과 20마일(약 32km) 거리에 세계 최고 레벨이며, 중국 유일의 최고 위험등급인 BSL-4 실험실이 우한 바이러스 연구소에 설치되어 있다. 2017년 개소 당시 BSL-3에 해당하는 프로젝트로 시작해 2018년에는 BSL-4로 등급이 높아졌다.
즉, 우한에 중국 유일의 BSL-4 실험실이 있고, 2018년에 가동을 시작했는데, 2019년 12월에 우한 폐렴이 발생했으니, 가동 1년여만에 발생한 사고이며, 이것은 BSL-4 실험실 운영 초기의 경험부족으로 인한 세균 노출이 있었고, 이것을 주변의 야생동물이 전파한 것이 아니냐는 추측이다. 전문가들의 추측일 뿐이고, 명백한 물증은 없다지만, 한국도 충청북도 오송 질병관리본부에 최근 BSL-4 실험실을 국내 최초로 완공했기 때문에, 운영능력을 재점검해 볼 필요성이 있어보인다. 일본은 최초의 BSL-4 실험실을 개소하고도 안정성 우려 때문에 수십년 동안 고위험균은 연구하지 않았다.
BSL-4 실험실은 별도의 독립된 건물로 실험실을 지어야 하며, 외부 기압 보다 높은 양압 보호복을 착용하고, 별도의 산소공급 장치로 호흡해야 하며, 퇴실시에는 반드시 샤워를 해야 한다.
우한 바이러스 연구소가 생물학 무기 연구소라는 유언비어가 있으며, 이는 사실이 아니라는 보도가 있었다. 보다 정확한 사실은, 미국은 일본 731 부대를 데려와 연구했고, 생물학 무기의 대부분을 생산한 포트 데트릭에 미육군전염병연구소가 있다. 당연히 BSL-4 실험실도 설치되어 있다. 그러나, 한국, 중국, 일본 등은 국방부에 따로 BSL-4 실험실이 없으며, 통합해서 국립 연구소에 BSL-4 실험실이 한두 곳이 있을 뿐이다. 생물학 무기만을 전문적으로 연구하는 미육군전염병연구소는 전혀 아니지만, 그렇다고 전혀 생물학 무기를 연구하지 않는다는 명백한 증거도 발견되지 않았다.
1월 27일, 국제학술지 사이언스에 따르면 감염자 41명 중 13명은 화난수산시장과 연관성이 없는 것으로 밝혀졌다. 빈 카오 중국 수도의과학대학교(CMU) 교수 역시 “수산시장이 바이러스의 유일한 발원지가 아니라는 것은 분명해 보인다.”며 “하지만 우리는 아직도 바이러스가 어디서 왔는지 정확하게 알 수 없다.”고 밝혔다.
2월 2일, 우한 바이러스 연구소에서 스정리 박사가 우한폐렴 원인 바이러스를 만들었다고 지목되었다. 중국의 의학박사인 우샤오화(武小華)와 인터넷 사이트 회사 사장인 쉬보(徐波) 역시 스정리를 이번 바이러스 유출의 당사자로 지목했다. 스정리는 부인했다.
4월, 홍콩 대학 옌리멍 박사가 미국으로 망명했다. 2019년 12월 31일, 세계 최초로 우한 현지에 급파되어 코로나19를 조사했다. 중국 공무원이면서 WHO 직원이다. 우한 시장에서 발병했다는 것은 조작이며, 중국군 생물무기가 유출된 것이고, 증거도 모두 수집해서 중국 정부와 WHO에 초기에 보고했지만, 묵살되었으며, 오히려 살해 위협을 받아 미국으로 망명했다.
5월, 도널드 트럼프 대통령이 WHO가 초기 보고를 중국 정부를 위해 묵살했다면서, WHO를 탈퇴했다. 정확하게는 홍콩 대학 옌리멍 박사가 최초 보고서를 작성해 보고를 올린 상급자가 중국 국립 홍콩 대학 교수이자 WHO 직원인 레오 푼(潘烈文) 교수였고, 그가 함구하라고 지시했다. 중국 공무원이면서 WHO 현지 책임자이다.

## 잘못된 정보에 대항하기 위한 노력
페이스북, 트위터, 구글은 잘못된 정보를 해결하기 위해 세계보건기구와 협력하고 있다고 밝혔다. 블로그포스트에서 페이스북은 콘텐츠 정책을 위반할 뿐만 아니라 주요 세계 보건기구 및 지방 당국이 신고한 "신체적 손상"을 야기할 수 있는 잘못된 정보를 삭제할 것이라고 밝혔다.
2020년 2월 2일, 세계보건기구는 "사람들이 신뢰할 수 있는 정보와 필요한 대응 지침을 찾기 어렵게 하는" 바이러스에 대해 진실과 거짓이 섞인 과장된 정보가 "대유행"하고 있다고 공표했다. 또한 신뢰할 수 있는 정보에 대한 높은 수요를 만족시키고, 낭설을 타파하기 위해 WHO 핫라인 및 대응팀을 개설하여, 잘못된 정보를 모니터링하고, 웹사이트와 소셜 페이지를 통해 대응하겠다고 밝혔다.

## 안면 마스크의 효과
코로나바이러스감염증-19 유행이 시작된 이래, 안면 마스크가 효과가 없고 바이러스로부터 보호 할 수 없다는 정보가 인터넷을 통하여 유포되었다. 즉, 안면 마스크만으로는 바이러스 감염으로부터 개인을 완전히 보호하기에 충분하지는 않다. 마스크 이외에 다른 추가적인 예방 조치가 필요하며, 빈번하게 손을 씻고, 얼굴 만지기를 자제하고, 대규모 모임을 억제하는 등 기타 다른 예방 조치를 수행해야 하기 때문이다. 또한 외과용 마스크는 더 작은 크기의 바이러스 입자가 흡입 되는것을 막을 수 없다. (적합한 시험을 거친 N95 / FP2-rated + 마스크만 해당 기능을 수행할 수 있다) 사람과 사람 간의 전파 경로, 바이러스가 지속적으로 전염되는 증거가 아직 부족하다. 미국에서는 사용자들에게 잘못된 안전에 대한 인식을 제공하였다. 이러한 이유로 인해서, 미국과 같은 국가에서 일반 사용자에게 안면 마스크가 그다지 많이 사용되지 않는 이유가 되었다.

## 인간이 만든 질병

### 중국의 생물학 무기
BBC는 2020년 1월 워싱턴 타임스의 1월 24일 기사 2개를 인용하여 코로나바이러스감염증-19 바이러스가 우한 바이러스 연구소에 기반을 둔 중국 생물학 무기 프로그램의 일부라고 주장하면서 코로나 바이러스에 대한 잘못된 정보를 기사로 발표했다. 그러나, 워싱턴 포스트가 이 연구소가 왜 생물학 무기 연구에 적합하지 않은지 설명하고, 대부분의 국가가 생물학 무기는 실효성이 없는 것으로 폐기하였으며, 코로나 바이러스가 생물학 무기로 사용되기 위하여, 유전적으로 조작되었다는 증거가 없다고, 설명한 미국 전문가들의 의견을 인용하면서 음모론을 논파하는 기사를 발표했다.

가공의 기업인 엄브렐라의 로고

2020년 4월 30일, 미국 정보기관을 총괄하는 미국 국가정보국(DNI)이 코로나19(COVID-19)가 사람이 만들거나 인공적으로 유전자 변형된 것이 아니라는 데에 동의한다고 밝혔다. 그러나 최초의 바이러스 감염이 어디서 시작된 것인지는 계속해서 조사하겠다고 전했다. "정보기관들은 코로나 바이러스가 사람이 만들거나, 유전자적으로 변형되지 않았다는 광범위한 과학적 합의에 동의한다"고 밝혔다.

### 미국의 생물학 무기
2월 22일, 미국 관리들은 러시아가 트위터, 페이스북, 인스타그램에 수천 개의 소셜 미디어 계정을 사용하여, '바이러스는 미국CIA와 미국이 제조한 생물학적 무기이며, 바이러스를 사용하여 중국과의 경제 전쟁을 벌이고 있다'는 음모론을 퍼트리고 있다고 주장하였다. 필립 리커 미 국무부 유럽·유라시아 차관보 대행은 "러시아의 의도는 내부로부터 미국 기관과 동맹국 사이에 불화를 뿌리고, 관계를 훼손하려는 것"이라며, "코로나 바이러스에 대한 잘못된 정보를 퍼뜨림으로써, 러시아의 악성 행위자들은 국제 보건 대응에 대한 주의를 분산시킴으로써 공공의 안전을 다시 한번 위협하고 있다"고 하였다. 러시아는 "고의적인 거짓 이야기"라며 미국의 주장을 부인하였다.

## 같이 보기
- 코로나19 백신에 대한 잘못된 정보와 기피 현상